# Berliner Grammophoniker
Die Berliner Grammophoniker sind ein musikalisches Ensemble aus Berlin, das vorzugsweise die gehobene Film- und Unterhaltungsmusik sowie Operette und Eigenkompositionen aufführt. Gerade die Pflege und zeitgemäße Interpretation des musikalischen Erbes der deutschen Unterhaltungsmusik steht im Mittelpunkt ihres künstlerischen Schaffens. Kompositionen bekannter Tonkünstler wie Franz Grothe, Michael Jary, Robert Stolz, Friedrich Schröder, Theo Mackeben, Ralph Benatzky oder Werner Richard Heymann, als Begründer der Tonfilmoperette, sind fester Bestandteil ihres umfangreichen Repertoires.
Das Ensemble besteht aus sechs Musikern in ungewöhnlicher instrumentaler Besetzung und dem klassischen Gesangssolisten Heiko Reissig (Tenor, künstlerische Leitung). Zusätzlich treten wechselnde Gastsolisten auf. 2002 erschien ihre erste CD Herzensbrecher, deren Namen auch eine nachfolgende Deutschland-Tournee bis heute trägt. Seit ihrer Gründung im Jahre 1999 treten die Berliner Grammophoniker mit verschiedenen Programmen bei Konzerten, Gastspielen, Galas, Veranstaltungen (u. a. Expo 2000) und Festivals (u. a. Elblandfestspiele) auf. 2009 begingen die Berliner Grammophoniker ihr 10-jähriges Bühnenjubiläum mit einer großen Operettengala in der Berliner Philharmonie.
Die Europäische Kulturwerkstatt e.V. (EKW) fördert die künstlerische Arbeit der Berliner Grammophoniker, als „Musikalische Botschafter der Hauptstadt Berlin“ in ihrer umfassenden Traditions- und Erbepflege auf dem Gebiet der gehobenen Unterhaltungsmusik.